# Cantó de Cherbourg-Octeville-Sud-Oest
El cantó de Cherbourg-Octeville-Sud-Oest és un cantó francès del departament de la Manche, situat al districte de Cherbourg-Octeville. Té sis municipis i el cap es Cherbourg-Octeville.

## Municipis
- Cherbourg-Octeville (part)
- Couville
- Hardinvast
- Martinvast
- Saint-Martin-le-Gréard
- Tollevast

## Història
| Data d'elecció                           | Identitat         | Partit | Qualitat |
| ---------------------------------------- | ----------------- | ------ | -------- |
| 1945-1973                                | Joseph Bocher     | SFIO   |          |
| 1974-1994                                | Georges Jourdam   | PS     |          |
| 1994-1992                                | Bernard Cazeneuve | PS     |          |
| 1998-                                    | Michel Lerenard   | PS     |          |
| les dades anteriors no són pas conegudes |                   |        |          |
|                                          |                   |        |          |

## Demografia
| A partir de 1990: Població sense dobles comptes |